# 픽시브

픽시브 로고 (2008년 ~ 2025년)

픽시브(Pixiv, ピクシブ)는 일본의 온라인 예술 커뮤니티다. 2007년 9월 10일에 가미타니 다카히로와 가타기리 다카노리가 설립했다. 운영사인 픽시브 주식회사는 일본 도쿄도 시부야구에 본사를 두고 있다.
일기나 문장이 아닌 자신이 그린 삽화나 북마크한 삽화 그 자체가 이용자의 프로필을 형성해 모든 커뮤니케이션의 핵이 된다.

## 연령 등급에 따른 분류제한
픽시브는 자유로운 영상과 사진 및 그림을 허용하기 위해서 웬만한 그림들은 자신이 만든 저작물이거나 2차저작물 원저작자에 허락을 받은 저작물이라면 수위에 상관 없이 게시를 허용한다. 다만, 각 게시자에게 등급에 맞는 태그를 달도록 하는데 이것은 R-18과 R-18G에 해당되는 내용이다.
- R-18: 성적인 표현히 상당히 존재해 성인만 열람이 가능함
- R-18G: 성적인 표현이 있거나 그로테스크한(고어,공포감을 유발하는 것) 장면이 다소 포함되어 있어서 성인만 열람이 가능함

## 같이 보기
- 픽시브 백과사전